# Nektaneb II.
Nektaneb II. (Manetonov transkript egipčanskega Nḫht-Ḥr-Ḥbyt, Močan je Horus iz Hebita) je bil tretji in zadnji faraon iz 30. dinastije in zadnji domorodni vladar Starega Egipta, ki je vladal od leta 360 do 342 pr. n. št.
Med njegovo vladavino  je bil Egipt uspešna država. Egičanski umetniki so razvili poseben slog, ki je značilno vplival na kasnejše ptolemejske reliefe. Podobno kot njegov posredni predhodnik Nektaneb I. se je navduševal nad kulti več bogov iz egipčanskega panteona, kar dokazujejo najdbe na več sto nahajališčih. Nektaneb II. se je lotil več gradenj in obnov kot njegov soimenjak. Med njimi  je izstopal ogromen Izidin tempelj (Izeum) na otoku File malo pod Asuanskim jezom.
Egipt je več let uspešno branil pred perzijskim Ahemenidskim cesarstvom. Zaradi izdaje njegovega nekdanjega služabnika Mentorja z Rodosa ga je v bitki pri Peleziju leta 343 pr. n. št. porazila združena perzijsko-grška vojska in preostali del Egipta priključila k Ahemenidskemu cesarstvu. Nektaneb II. je pobegnil na jug in se še nekaj časa obdržal na oblasti. Njegova nadaljnja usoda ni znana.